# Androclès et le Lion
Pour plus de détails, voir Fiche technique et Distribution.
Androclès et le Lion (Androcles and the Lion) est un péplum américain de Chester Erskine et Nicholas Ray sorti en 1952. Il s'agit d'une adaptation de la pièce de théâtre homonyme de George Bernard Shaw, parue en 1912 et jouée à partir de 1913. 

## Synopsis
Androclès, tailleur de son métier, s'est converti au christianisme. Persécuté par les troupes romaines, il s'enfuit et, sur son chemin, soigne un lion blessé à la patte par une épine. Arrêté, il se retrouve dans l'arène face au fauve qu'il a sauvé.

## Fiche technique
- Titre français : Androclès et le Lion
- Titre original : Androcles and the Lion
- Réalisation : Chester Erskine et Nicholas Ray (non crédité)
- Adaptation : Chester Erskine et Ken Englund d'après George Bernard Shaw
- Musique : Friedrich Hollaender
- Photographie : Harry Stradling Sr.
- Montage : Roland Gross (en)
- Direction artistique : Albert S. D'Agostino et Charles F. Pyke
- Décors : Harry Horner
- Décorateur de plateau : Al Orenbach et Darrell Silvera
- Costumes : Emile Santiago
- Production : Gabriel Pascal et Lewis J. Rachmil producteur associé
- Société de production : RKO Pictures
- Pays de production : États-Unis
- Langue : Anglais
- Distribution : RKO Pictures
- Format : Noir et blanc - Son : Mono (RCA Sound System)
- Genre : Péplum, Comédie
- Durée : 98 minutes
- Dates de sortie :
  - États-Unis : décembre 1952 première
  - États-Unis : 9 janvier 1953

## Distribution
- Jean Simmons : Lavinia
- Victor Mature : Capitaine
- Alan Young : Androclès
- Robert Newton : Ferrovius
- Maurice Evans : César
- Elsa Lanchester : Megaera
- Reginald Gardiner : Lentulus
- Gene Lockhart : Gardien de ménagerie
- Alan Mowbray : Editor of Gladiators
- Noel Willman : Spintho
- John Hoyt : Cato
- Jim Backus : Centurion
- Woody Strode : Le Lion
- Sylvia Lewis (en) : Reine des Vestales